# 3685 Derdenye
A 3685 Derdenye (ideiglenes jelöléssel 1981 EH14) a Naprendszer kisbolygóövében található aszteroida. Schelte J. Bus fedezte fel 1981. március 1-jén.